# Candela
För andra betydelser, se Candela (olika betydelser).
Candela är SI-enheten för ljusstyrka, använd inom fotometri, med symbolen cd. Enheten en candela definieras som ljusstyrkan i en given riktning från en ljuskälla som utsänder monokromatisk elektromagnetisk strålning med frekvensen 5,40 × 1014 hertz, och vars strålningsstyrka i denna riktning är 1/683 watt per steradian, enligt det 16:e CGPM 1979.

## Etymologi
Candela kommer från latin och betyder "vaxljus", "talgljus", vilket avslöjar den ursprungliga betydelsen - en candela var ljusstyrkan för ett vaxljus.

## Härledda enheter
Från denna enhet kan lumen och lux härledas. Om ljuskällan utstrålar 1 candela i alla riktningar, är ljusflödet per steradian 1 lumen. Totalt strålar källan 4π lumen. Om 1 lumen träffar en yta på 1 m² får den ytan illuminansen ("belysningen") 1 lux. Enheterna lux, lumen och candela hänger således ihop genom att 1 candela = 1 lumen / steradian och 1 lux = 1 lumen / m².